# Adriano Pagode
Adriano Bispo dos Santos, mais conhecido como Adriano Pagode ou somente Adriano (São Vicente, 29 de maio de 1987), é um ex-futebolista brasileiro que atuava como volante.
Ganhou o apelido de "Pagode", que o acompanhou por toda carreira, ainda na infância, graças a seu avô.

## Carreira

### Santos
Começou no futsal e várzea de São Vicente antes de chegar ao Santos, aos dez anos. Fez todas as categorias de base ao lado do atacante Júnior Moraes e do zagueiro Marcelo.
Adriano estreou no time profissional do Santos em 11 de novembro de 2006, na vitória por 2–0 sobre o Paraná pelo Campeonato Brasileiro. Entrando no segundo tempo, foi expulso 18 minutos depois com dois cartões amarelos.
Em 20 de janeiro de 2008, destacou-se no clássico contra o Palmeiras pelo Campeonato Paulista, quando anulou o meia Valdivia.

### São Caetano
Após operar o menisco, em meados de 2009 foi emprestado ao São Caetano por uma temporada.

### Retorno ao Santos
Retornou ao Santos em 2010, e com a chegada do técnico Muricy Ramalho em 2011 se tornou uma peça fundamental na equipe que conquistou o Campeonato Paulista e a Libertadores em 2011. Faltando pouco menos de duas semanas para o Mundial de Clubes, porém, o volante lesionou o joelho e perdeu a competição. Pelo Santos, conquistou ainda o Campeonato Paulista e a Recopa Sul-Americana em 2012.

### Grêmio
Em 2013, foi anunciado como novo reforço do Grêmio, com um contrato válido até 2016. No Tricolor Gaúcho, jogou algumas partidas mas não se firmou, servindo apenas como peça de reposição para lesões e suspensões.
No início de 2014, quando já havia feito exames médicos no Coritiba e tinha uma negociação bem encaminhada, o acordo entre os dois clubes acabou não se concretizando.

### Vitória
Em junho do mesmo ano, foi anunciado um empréstimo do jogador ao Vitória até o final do ano. No time baiano, continuou tendo poucas chances e foi reserva durante toda sua passagem.

### Retorno ao Grêmio
Retorna ao Grêmio em 2015 onde ficou até o fim de seu contrato em 31 de março do mesmo ano.

### Avaí
Em 9 de abril de 2015, acertou com o Avaí até o final ano.

### CRB
Depois de um campeonato conturbado pelo Goias, acertou com o CRB para jogar o Campeonato Alagoano, Copa do Nordeste, Copa do Brasil e a Serie B em 2017. Depois de sua estreia, logo se identificou com a torcida, pelo seu espirito guerreio e pela raça em campo.

### Santo André
Após o final da Série B, Adriano foi contratado pelo Santo André, onde ficou até o final do Campeonato Paulista e fez somente três jogos na campanha do rebaixamento do time.

### Portuguesa
Em julho de 2019, assinou com a Portuguesa para a disputa da Copa Paulista. Entretanto, não foi a campo, e a Lusa foi eliminada na primeira fase. A única partida dele com a camisa rubro-verde aconteceu em julho, no empate sem gols no amistoso com o Oriente Petrolero, na Bolívia.

### Imperatriz
Foi contratado pelo Imperatriz em 2020, para a disputa do Campeonato Maranhense, Copa do Brasil, Copa do Nordeste e Série C do Brasileiro.

### Amazonas Futebol Clube
Em 2021, Adriano foi contratado pelo Amazonas FC para a disputa do Campeonato Amazonense.

## Títulos
Santos
- Campeonato Paulista: 2007,[12] 2011 e 2012
- Copa Libertadores da América: 2011[13]
- Recopa Sul-Americana: 2012

CRB
- Campeonato Alagoano: 2017